# Colibrí calçat cuallarg
El colibrí calçat cuallarg (Eriocnemis luciani) és una espècie d'ocell de la família dels troquílids (Trochilidae) que habita des del sud-oest de Colòmbia fins l'oest de l'Equador.

## Taxonomia
Sovint es considera que inclou sapphiropygia.